# Sonia O'Sullivan
Sonia O'Sullivan (Cobh, 28 november 1969) is een voormalige Ierse atlete, die tot de meest succesvolle Ierse langeafstandsloopsters ooit behoorde. Ze werd driemaal wereldkampioene, driemaal Europees kampioene en meervoudig Iers kampioene. Ze nam viermaal deel aan de Olympische Spelen, waarbij ze in 2000 op de Olympische Spelen van Sydney een zilveren medaille won.

## Biografie

### Eerste Olympische Spelen
In 1992 trad O'Sullivan voor het eerst in het internationale voetlicht door voor Ierland deel te nemen aan de Olympische Spelen van Barcelona. Hier behaalde zij op de 3000 m een vierde plaats in 8.47,41. Een jaar later werd zij tweede op de 1500 m op de wereldkampioenschappen van 1993 in Stuttgart.

### Europees en wereldkampioene
Haar eerste grote succes boekte O'Sullivan op de EK van 1994 in Helsinki, waar zij Europees kampioene werd op de 3000 m. Dat jaar liep ze ook een wereldrecord op de 2000 m van 5.25,36, dat nog altijd op de tabellen staat (peildatum oktober 2020). In 1995 won ze op de WK in Göteborg een gouden medaille op de 5000 m. Met een tijd van 15.06,50 eindigde ze voor de Roemeense Gabriela Szabó (zilver; 15.08,31) en Spaanse Marta Domínguez (brons; 15.10,54). Dat jaar werd zij ook verkozen tot Europees atlete van het jaar.

### Tweemaal comeback na zwangerschap
Na de geboorte van haar eerste dochter in 1999 was Sonia O'Sullivan er op de Olympische Spelen van Sydney in 2000 opnieuw bij. Zij veroverde een zilveren medaille op de 5000 m achter Gabriela Szabó (goud) en voor de Ethiopische Gete Wami (brons). In 2001 kwam haar tweede dochter ter wereld en opnieuw slaagde Sonia O'Sullivan erin om terug te komen. Zo won zij in 2002 de eerste Great North Run in 1:07.19 en liep ze de New York City Marathon in 2:32.06. In 2005 werd ze achtste op de marathon van Londen met 2:29.01.

### Afscheid
Eind juli 2007 zette Sonia O'Sullivan definitief een punt achter haar topsportloopbaan. De Ierse kan terugzien op een atletiekcarrière die een periode van twintig jaar omvat en waarin zij een vijftal wereld- en Europese titels vergaarde, naast olympisch eremetaal. Ze deelde mee de baanatletiek nu voor gezien te houden, maar sloot niet uit in de toekomst nog wel in wegwedstrijden en bij veldlopen aan de start te zullen verschijnen. Ze blijft dagelijks trainen, maar zal de intensiteit ervan terugbrengen tot een niveau, waarop er voldoende tijd overblijft om leuke dingen te doen met haar beide dochters.

## Titels
- Wereldkampioene 5000 m - 1995
- Wereldkampioene veldlopen (lange afstand) - 1998
- Wereldkampioene veldlopen (korte afstand) - 1998
- Europees kampioene 3000 m - 1994
- Europees kampioene 5000 m - 1998
- Europees kampioene 10.000 m - 1998
- Iers kampioene 800 m - 1992, 2000, 2002
- Iers kampioene 1500 m - 1987, 1990, 1995, 1996, 2000
- Iers kampioene 5000 m - 1990, 1998, 2002, 2003, 2004,

## Persoonlijke records
Baan
| Onderdeel   | Prestatie           | Datum             | Plaats            |
| ----------- | ------------------- | ----------------- | ----------------- |
| 800 m       | 2.00,69 (NR)        | 28 juli 1994      | Sint-Petersburg   |
| 1000 m      | 2.34,66 (NR)        | 2 juli 1993       | Villeneuve-d'Ascq |
| 1500 m      | 3.58,85 (NR)        | 25 juli 1995      | Monaco-Ville      |
| 1 Eng. mijl | 4.17,26 (NR)        | 22 juli 1994      | Oslo              |
| 2000 m      | 5.25,36 (ex-WR; NR) | 8 juli 1994       | Edinburgh         |
| 3000 m      | 8.21,64 (NR)        | 15 juli 1994      | Londen            |
| 2 Eng. mijl | 9.19,56             | 27 juni 1998      | Cork              |
| 5000 m      | 14.41,02 (NR)       | 25 september 2000 | Sydney            |
| 10.000 m    | 30.47,59 (NR)       | 6 augustus 2002   | München           |

Weg
| Onderdeel      | Prestatie | Datum            | Plaats     |
| -------------- | --------- | ---------------- | ---------- |
| 5 km           | 14.56     | 1 september 2002 | Londen     |
| 15 km          | 49.50     | 3 oktober 2004   | New Delhi  |
| 10 Eng. mijl   | 51.00     | 8 september 2002 | Portsmouth |
| halve marathon | 1:10.04   | 5 mei 2002       | Brussel    |
| marathon       | 2:29.01   | 17 april 2005    | Londen     |

Indoor
| Onderdeel | Prestatie     | Datum           | Plaats   |
| --------- | ------------- | --------------- | -------- |
| 1500 m    | 4.11,27       | 10 maart 2001   | Lissabon |
| 3000 m    | 8.44,37       | 10 maart 2001   | Lissabon |
| 5000 m    | 15.17,28 (NR) | 26 januari 1991 | Boston   |

## Belangrijke prestaties

### 1500 m
- 1993:  WK - 4.03,48
- 1997: 8e WK - 4.07,81
- 2001: 9e WK indoor - 4.19,40

### 1 Eng. mijl
- 1993:  Grand Prix Finale - 4.24,97

### 3000 m
Kampioenschappen
- 1992: 4e OS - 8.47,41
- 1993: 4e WK - 8.33,38
- 1993:  Grand Prix Finale - 8.38,12
- 1994:  EK - 8.31,84
- 1995:  Grand Prix Finale - 8.39,94
- 1997:  WK indoor - 8.46,19
- 1998: 5e Grand Prix Finale - 9.03,22
- 2000:  Grand Prix Finale - 8.52,01
- 2001: 7e WK indoor - 8.44,37

Golden League-podiumplekken
- 2000:  Meeting Gaz de France – 8.36,96
- 2000:  Weltklasse Zürich – 8.27,58
- 2002:  Weltklasse Zürich – 8.33,62
- 2003:  Weltklasse Zürich – 8.37,55
- 2004:  Weltklasse Zürich – 8.41,42

### 5000 m
- 1994:  Grand Prix Finale - 15.12,94
- 1995:  WK - 14.45,47
- 1998:  Wereldbeker - 16.24,52
- 1998:  EK - 15.06,50
- 2000:  OS - 14.41,02
- 2002:  EK - 15.14,85
- 2003: 15e WK - 15.36,62
- 2004: 14e OS - 16.20,90

### 10.000 m
- 1998:  EK - 31.29,33
- 2000: 6e OS - 30.53,37
- 2002:  EK - 30.47,59

### 10 km
- 2004:  Great Manchester Run - 32.12

### 10 Eng. mijl
- 2001:  Ballycotton - 55.37
- 2002:  Great South Run - 51.00
- 2003:  Great South Run - 53.26
- 2005: 11e Great South Run - 56.51
- 2006: 4e Cabbage Patch - 58.39
- 2006: 10e Great South Run - 56.42
- 2014: 10e Great Edinburgh Run - 1:06.04

### halve marathon
- 1998:  Great North Run - 1:11.50
- 1999: 4e Great North Run - 1:10.05
- 2002: 14e WK in Brussel - 1:10.04
- 2002:  Great North Run - 1:07.19
- 2003: 4e Great North Run - 1:08.40
- 2004: 6e Great North Run - 1:08.55
- 2004: 4e WK in New Delhi - 1:10.33
- 2005: 11e Great North Run - 1:14.41
- 2005: 4e halve marathon van Okayama - 1:11.52
- 2007:  halve marathon van Anneçy - 1:15.52
- 2008: 15e halve marathon van Philadelphia - 1:19.44
- 2013: 12e halve marathon van Ealing - 1:27.28

### marathon
- 2000:  marathon van Dublin - 2:35.42
- 2002: 10e New York City Marathon - 2:32.06[1]
- 2005: 8e marathon van Londen - 2:29.01
- 2006: 14e New York City Marathon - 2:45.05
- 2008: 21e Boston Marathon - 2:52.50

### veldlopen
- 1992: 7e WK (lange afstand) - 21.37
- 1998:  WK (lange afstand) - 25.39
- 1998:  WK (korte afstand) - 12.20
- 2000: 7e WK (lange afstand) - 26.20
- 2000: 15e WK (korte afstand) - 13.23
- 2002: 7e WK (korte afstand) - 13.55
- 2003: 4e EK - 22.36 ( in het landenklassement)

## Onderscheidingen
- Europees atlete van het jaar - 1995

1995 Sonia O'Sullivan ·
1997 Gabriela Szabó ·
1999 Gabriela Szabó ·
2001 Olga Jegorova ·
2003 Tirunesh Dibaba ·
2005 Tirunesh Dibaba ·
2007 Meseret Defar ·
2009 Vivian Cheruiyot ·
2011 Vivian Cheruiyot ·
2013 Meseret Defar ·
2015 Almaz Ayana ·
2017 Hellen Obiri ·
2019 Hellen Obiri ·
2022 Gudaf Tsegay ·
2023 Faith Chepngetich Kipyegon